# My Ex’s Best Friend
My Ex’s Best Friend ist ein Lied des US-amerikanischen Rappers Machine Gun Kelly. Der Song wurde am 7. August 2020 als dritte Single des Albums Tickets to My Downfall veröffentlicht.

## Hintergrund und Entstehung
Machine Gun Kelly (bürgerlich: Colson Baker) kollaboriert auf diesem Titel mit dem Sänger Blackbear (bürgerlich: Matthew Musto) zusammen. Weitere Autoren waren Travis Barker und Nick Long. Produziert wurde das Lied von Travis Barker, BazeXX und SlimXX. Für Machine Gun Kelly und Blackbear ist das Lied bereits die vierte Kollaboration. Beide Musiker singen über das Ende einer Beziehung, das sich schwieriger anfühlen würde, wenn beide nicht versuchen würden, mit der jeweils besten Freundin ihrer Ex eine Beziehung anzufangen.
Das Musikvideo wurde auf einem einsamen Highway in der Wüste gedreht. Machine Gun Kelly überschlägt sich mit seinem Auto, das auf dem Dach liegen bleibt. Blackbear kommt mit einem Abschleppwagen vorbei, um das verunglückte Auto an den Haken zu nehmen. Er schleppt das Auto ab, welches immer noch auf dem Dach liegt. Machine Gun Kelly steht mit seiner Gitarre auf dem Auto. Beide Musiker führten das Lied mit Travis Barker bei den MTV Video Music Awards 2020 auf.

## Preise
Das Lied wurde bei den Billboard Music Awards 2021 in der Kategorie Top Rock Song nominiert. Der Preis ging jedoch an die Band AJR. Bei den MTV Video Music Awards 2021 wurde das Musikvideo in der Kategorie Best Alternative ausgezeichnet.

## Kommerzieller Erfolg

### Chartplatzierungen
| ChartsChartplatzierungen            | Höchstplatzierung | Wochen |
| ----------------------------------- | ----------------- | ------ |
| Deutschland (GfK)                   | 68 (10 Wo.)       | 10     |
| Österreich (Ö3)                     | 47 (9 Wo.)        | 9      |
| Vereinigte Staaten (Billboard)      | 20 (52 Wo.)       | 52     |
| Vereinigte Staaten (Billboard Rock) | 2 (55 Wo.)        | 55     |
| Vereinigtes Königreich (OCC)        | 30 (11 Wo.)       | 11     |

| ChartsJahrescharts (2021)           | Platzierung |
| ----------------------------------- | ----------- |
| Vereinigte Staaten (Billboard)      | 23          |
| Vereinigte Staaten (Billboard Rock) | 4           |

### Auszeichnungen für Musikverkäufe
| Land/Region                  | Auszeichnungen für Musikverkäufe (Land/Region, Auszeichnung, Verkäufe) | Verkäufe  |
| ---------------------------- | ---------------------------------------------------------------------- | --------- |
| Australien (ARIA)            | Platin                                                                 | 70.000    |
| Deutschland (BVMI)           | Gold                                                                   | 200.000   |
| Brasilien (PMB)              | Platin                                                                 | 40.000    |
| Finnland (IFPI)              | Gold                                                                   | 20.000    |
| Italien (FIMI)               | Gold                                                                   | 35.000    |
| Kanada (MC)                  | 6× Platin                                                              | 480.000   |
| Portugal (AFP)               | Gold                                                                   | 5.000     |
| Vereinigte Staaten (RIAA)    | 3× Platin                                                              | 3.000.000 |
| Vereinigtes Königreich (BPI) | Platin                                                                 | 600.000   |
| Insgesamt                    | 4× Gold · 12× Platin ·                                                 | 4.450.000 |